# Formation de Vaals
La Formation de Vaals est une formation géologique de la fin du Crétacé supérieur. Anciennement dénommée en Belgique, Smectite de Herve, elle s’étend de la region des trois frontières Belgique-Pays-Bas-Allemagne jusqu’en Hesbaye. Elle se compose d'un dépôt côtier de sable contenant de la glauconite et de l'argile, et a généralement une couleur vert foncé, causée par le minéral glauconite, un silicate de fer hydraté. Des taches brunes sont causées par la rouille (oxyde de fer(III)),.

## Position dans la stratigraphie

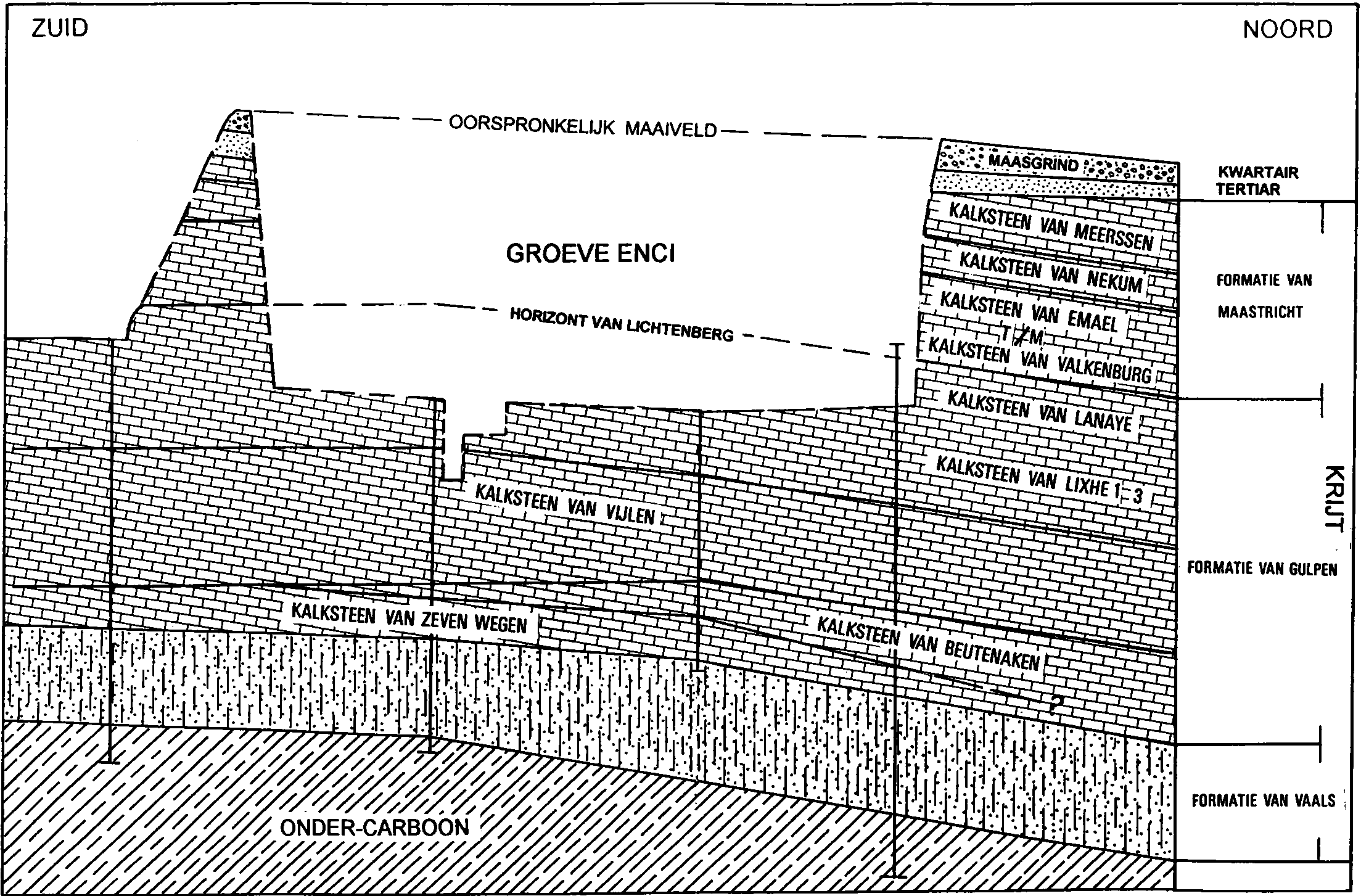
La Formation de Vaals dans sa succession stratigraphique – exemple à la carrière ENCI dans la Montagne Saint-Pierre près de Maastricht.

Localement, la position de la Formation de Vaals dans la stratigraphie géologique est la suivante (voir colonne de droite de la coupe stratigraphique):
- Quaternaire
- Tertiaire
- Crétacé
  - Formation de Maastricht
  - Formation de Gulpen
  - Formation de Vaals
- Carbonifère inférieur

Plus à l'Est, vers la région des Trois Frontières, la Formation de Vaals repose directement sur la Formation d'Aix-la-Chapelle qui date également du Crétacé.

## Affleurement représentatif
La Formation de Vaals est visible dans la carrière de Gemmenich (informations datant de l’an 2000).

## Hydrogéologie
La Formation de Vaals est un aquitard, une couche imperméable si compacte qu'elle retient les eaux souterraines et empêche celles-ci de percoler plus profondément dans le sol.

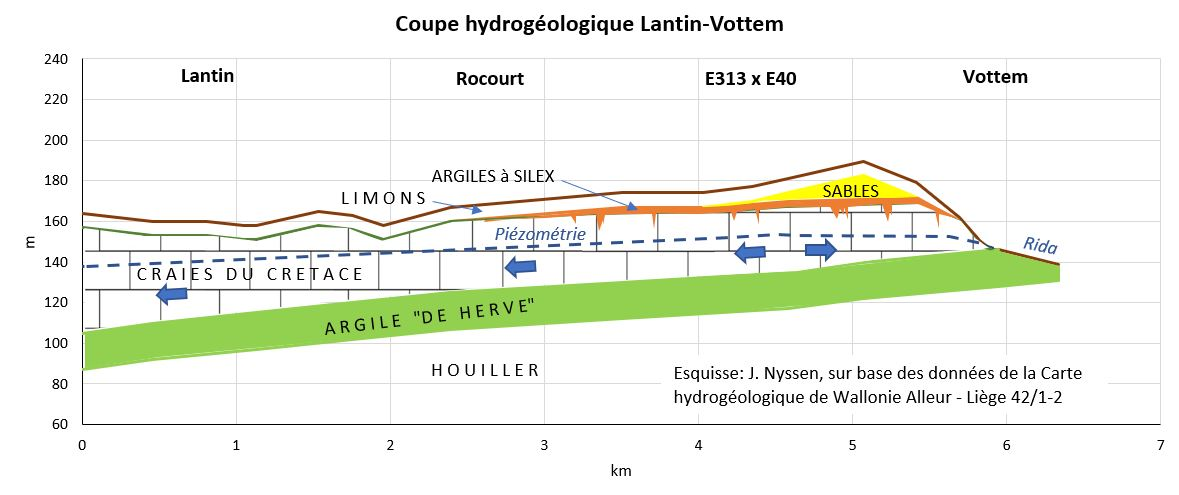
Liens entre la Formation de Vaals ("Argile de Herve" sur la figure), la nappe aquifère et le niveau des sources - exemple du Rida

De ce fait, dans les têtes de vallée de cette région, les zones de sources se trouvent généralement au niveau de l’affleurement de la Formation de Vaals. Tel est le cas pour des ruisseaux comme le Geer, la Légia, le Bolland, la Berwinne, la Galoppe, la Voer, la Veurs, l’Aaz ou encore le Rida.

## Ancienne nomenclature
Au fil du temps, la littérature scientifique a utilisé un large éventail de noms pour cette formation,,.
- Smectite de Herve (D'Omalius D'Halloy, 1808)
- Grünsand von Vaals (Debey, 1849)
- Système Hervien (Dumont, 1850)
- Zand van Herve (Staring, 1860)
- Assise de Herve (Rutot - Van Den Broek, 1886)
- Groenzand van Herve (Uhlenbroek, 1911)
- Krijt van Herve (Uhlenbroek, 1912)
- Groenzand van Vaals (Pannekoek, 1956)
- Formatie van Vaals (W. Felder, 1983)

## Noms vernaculaires
- En wallon: djelle[9],[10].
- En platdutch (dialecte germanique local): greune kley